# Errenteria (Guernica y Luno)
Errenteria es una entidad de población española del municipio de Guernica y Luno, perteneciente a la provincia de Vizcaya, en la comunidad autónoma del País Vasco. En 2023, la entidad singular de población tenía empadronados 2542 habitantes y el núcleo de población, los mismos.